# Jättestinkfloka
Jättestinkfloka (Ferula communis) är en växtart i släktet stinkflokor och familjen flockblommiga växter. Den beskrevs av Carl von Linné 1753.
Jättestinkflokan är en perenn ört som förekommer kring Medelhavet, på Arabiska halvön och i Östafrika. Den odlas även som prydnadsväxt.

## Underarter
Jättestinkflokan har fem underarter:
- Ferula communis subsp. brevifolia (Link ex Schult.) Elalaoui ex Dobignard
- Ferula communis subsp. cardonae Sánchez-Cux. & M.Bernal
- Ferula communis subsp. catalaunica (Pau) Sánchez-Cux. & M.Bernal
- Ferula communis subsp. communis
- Ferula communis subsp. linkii (Webb) Reduron & Dobignard